# Apamea farinulenta
Apamea farinulenta là một loài bướm đêm trong họ Noctuidae.